# Rio Branco de Andradas Futebol Clube
Il Rio Branco de Andradas Futebol Clube, noto anche semplicemente come Rio Branco, è una società calcistica brasiliana con sede nella città di Andradas, nello stato del Minas Gerais.

## Storia
Il club è stato fondato il 13 giugno 1948. Ha partecipato al Campeonato Brasileiro Série B nel 1989, dove è stato eliminato alla prima fase, e nel 1991, e al Campeonato Brasileiro Série C nel 1992 e nel 2003. Il Rio Branco ha vinto il Campeonato Mineiro Módulo II nel 1994, nel 1998, e nel 2006.

## Palmarès

### Competizioni statali
- Campeonato Mineiro Módulo II: 3

1994, 1998, 2006